# الجيش الجبلي العشرين
جيش لابلاند الألماني ( AOK Lappland ) المقر الرئيسي للجيش الذي كان يسيطر على القوات الألمانية في أقصى شمال النرويج وفنلندا خلال الحرب العالمية الثانية. تأسس في يناير 1942، وأعيدت تسمية الجيش الجبلي العشرين ( 20. Gebirgsarmee ) في يونيو 1942. في 18 ديسمبر 1944، استوعب الجيش الجبلي العشرين الجيش الحادي والعشرين الألماني.

## القادة

### القائد العام
صورة
| الاسم | تولى المنصب  | ترك المنصب                                       | الحزب           | الحزب           |                   |
| ----- | ------------ | ------------------------------------------------ | --------------- | --------------- | ----------------- |
| 1     | إدوارد ديتل  | Generaloberst إدوارد ديتل (1890–1944)            | 14 January 1942 | 23 June 1944 †  | 2 سنوات و161 أيام |
| 2     | لوثر رندوليك | Generaloberst لوثر رندوليك (1887–1971)           | 25 June 1944    | 21 January 1945 | 210 أيام          |
| 3     | فرانز بومه   | General der Gebirgstruppe فرانز بومه (1885–1947) | 21 January 1945 | 7 May 1945      | 106 أيام          |

### رؤساء الأركان
- جينيرال لوتنانت فرديناند جودل (22 يونيو 1942 - 1 مارس 1944)
- جينيرال لوتنانت هيرمان هولتر (1 مارس 1944 - 8 مايو 1945)

## الوحدات
أبريل 1942
- الفرقة الجبلية الثانية
- الفرقة الجبلية السادس
- الفرقة الجبلية السابعة
- فرقة المشاة 163
- فرقة المشاة 169
- فرقة المشاة 210
- فرقة إس إس الجبلية السادسة نورد
- الفرقة الفنلندية الثالثة

الوحدات المساندة ~
- كتيبة البانزر 211
- 741st StuG كتيبة
- كتيبة StuG 742